# (3151) Talbot
(3151) Talbot (1983 HF) – planetoida z pasa głównego asteroid okrążająca Słońce w ciągu 4,6 lat w średniej odległości 2,76 au. Odkryta 18 kwietnia 1983 roku.